# 마이크로NX
마이크로NX(MicroNX)는 대한민국의 치과의료 R&D제조 기업이다. 치과용 전기모터 핸드피스를 제조하며 소형 정밀 스위스형 마이크로모터 원천 기술을  보유하고 있다.